# Sara Lowe
Pour les articles homonymes, voir Lowe.
Sara Elizabeth Lowe, née le 30 avril 1984 à Dallas, est une nageuse synchronisée américaine.

## Carrière
Sara Lowe participe à l'une des deux épreuves de natation synchronisée aux Jeux olympiques d'été de 2004 à Athènes. Elle est médaillée de bronze en ballet avec Anna Kozlova, Alison Bartosik, Rebecca Jasontek, Tamara Crow, Lauren McFall, Stephanie Nesbitt et Kendra Zanotto.

## Palmarès
- Championne des États-Unis en individuel : 2007
- Championne des États-Unis en duo : 2007